# Bedevina
Bedevina is een geslacht van weekdieren uit de klasse van de Gastropoda (slakken).

## Soort
- Bedevina birileffi (Lischke, 1871)